# Luis Plandiura

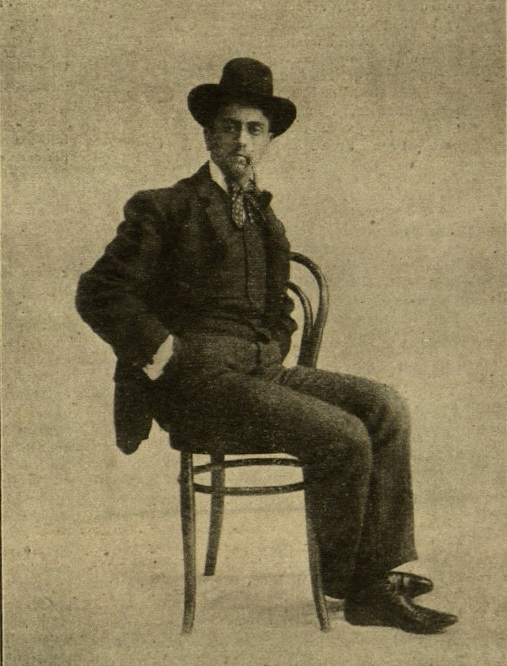
Plandiura fotografiado en 1903

Luis Plandiura y Pou (Barcelona, 1882-1956) fue un industrial, político y coleccionista español, considerado como uno de los más grandes coleccionistas catalanes del siglo XX. En 1900 empezó a coleccionar carteles y los expuso en el Círculo Artístico de San Lucas, y continuó con piezas románicas y góticas.

## Biografía
Nacido en 1882 en Barcelona, estudió en la Academia Galí y se aficionó a coleccionar en su casa de Barcelona obras de los pintores modernistas catalanes como Santiago Rusiñol y Ramón Casas, a las que fue añadiendo obras de autores postmodernistas como Marià Pidelaserra, Isidro Nonell, Ricard Canals, Xavier Nogués, Joaquim Mir o Pablo Picasso. En 1919 constituyó con Amando Carreras la sociedad Plandiura y Carreras SA, dedicada al comercio del azúcar y el café.

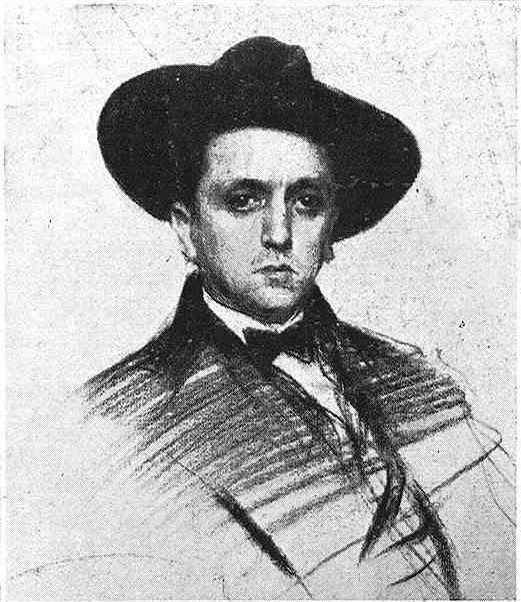
Retratado por Ramón Casas

Fue escogido diputado por el distrito de Vendrell y por el Partido Liberal de la fracción del conde de Romanones en las elecciones generales españolas de 1923 y nombrado Comisario Real de Bellas Artes. Posteriormente fue vocal de arte de la junta directiva de la Exposición Internacional de Barcelona de 1929, donde fomentó que la decoración del Palacio Nacional fuera encargada a los mejores artistas de la época. En 1932 sufrió una fuerte crisis económica en el comercio del azúcar, que le obligó a vender sus colecciones de 1869 obras, a la Junta de Museos de Barcelona por siete millones de pesetas.
Debido a su prestigio y su amistad con Eduardo Toda tuvo mucho influencia en el gobierno de Madrid después de la guerra civil española. Consiguió dos colecciones más, una de obras pequeñas de grandes artistas que cedió a la Biblioteca Museo Víctor Balaguer de Villanueva y Geltrú en 1956, y otra conservada en su casa de La Garriga que se dispersó en 1963.

## Fondo personal
La documentación personal de Luis Plandiura, conservada en el Archivo Histórico de la Ciudad de Barcelona (AHCB) desde la década de 1950, constituye una recopilación importante y muy variada que incluye cartas, impresos, folletos, resúmenes de prensa, facturas, recibos, memorias, presupuestos, planos, carteles, fotografías, ex-libris... de diversos temas. La documentación personal de Plandiura es, sin embargo, más de carácter público y social que estrictamente personal. En total el fondo lo constituye un número superior a los 3800 documentos.
La Exposición Internacional de Barcelona de 1929, con temas de organización, convocatorias de juntas y comités, memorias, presupuestos, planos, fotografías, impresos... es la más voluminosa.
Este fondo contiene, asimismo, documentos sobre las actuaciones de Plandiura como delegado provincial regio de Bellas Artes; el texto original de Eugenio d’Ors para la obra Cincuenta años de pintura catalana; documentación de la charla que Josep Pijoan dio en el domicilio particular de Plandiura el 15 de noviembre de 1928, y un amplio e interesante número de fotografías de obras de Ricard Canals enviadas por Durand Ruel desde París y Nueva York, para la organización de la exposición póstuma de este pintor, celebrada en la Sala Parés de Barcelona el año 1933. Los últimos volúmenes de documentos personales de Plandiura conservan una amplia recopilación de prensa ordenada por temas, entre los cuales destaca su colección de arte y posterior venta.